# Foiano della Chiana
Foiano della Chiana é uma comuna italiana da região da Toscana, província de Arezzo, com cerca de 8 412 habitantes. Estende-se por uma área de 40 km², tendo uma densidade populacional de 210 hab/km². Faz fronteira com Castiglion Fiorentino, Cortona, Lucignano, Marciano della Chiana, Sinalunga (SI).

## Demografia
| Variação demográfica do município entre 1861 e 2011                               |
|                                                                                   |
| Fonte: Istituto Nazionale di Statistica (ISTAT) - Elaboração gráfica da Wikipedia |